# Bab Jedid
Bab Jedid (arabisch الباب الجديد, DMG al-Bāb al-Ǧadīd ‚das neue Tor‘) ist eines der Stadttore der Medina von Tunis. Es befindet sich im Südwesten der historischen Medina. Der Name steht auch für das ganze Stadtviertel und nicht nur für das Tor selbst.

## Geschichte und Lage
Das Stadttor, südlich der Ez-Zitouna-Moschee, wurde 1278 zur Herrschaftszeit der Hafsiden errichtet. Wie der Name schon andeutet, handelte es sich zum Zeitpunkt der Erbauung um das neuste Tor der Altstadt von Tunis. Die Europäer nannten es Tor der Schmiede, weil Bab Jedid Zugang zum Souk der Handwerker gewährt, die diesen Beruf ausüben.
Im Stadtteil Bab Jedid befinden sich viele historische Gebäude. Eine Vielzahl von Zaouias, Madrasas und ein großer Teil der Paläste von Tunis, darunter die Paläste Dar El Béji, Dar Djellouli, Dar Zarrouk and Dar Bayram. In Bab Jedid befindet sich auch das Tourbet el Bey, ein Mausoleum, in dem die Mehrzahl der Husainiden begraben liegt. Ebenfalls sind dort mehrere Premierminister des Landes begraben, welche zu Zeiten der Monarchie ihren Posten innehatten. Darunter Mustafa Khaznadar.
Am 4. Oktober 1920 wurde im Stadtviertel Bab Jedid der tunesische Fußballverein Club Africain gegründet. Die Gründungsmitglieder, darunter Béchir Ben Mustapha, der erster Vereinspräsident wurde, waren ausgesprochene Gegner der französischen Besatzung des Landes.

## Bildergalerie

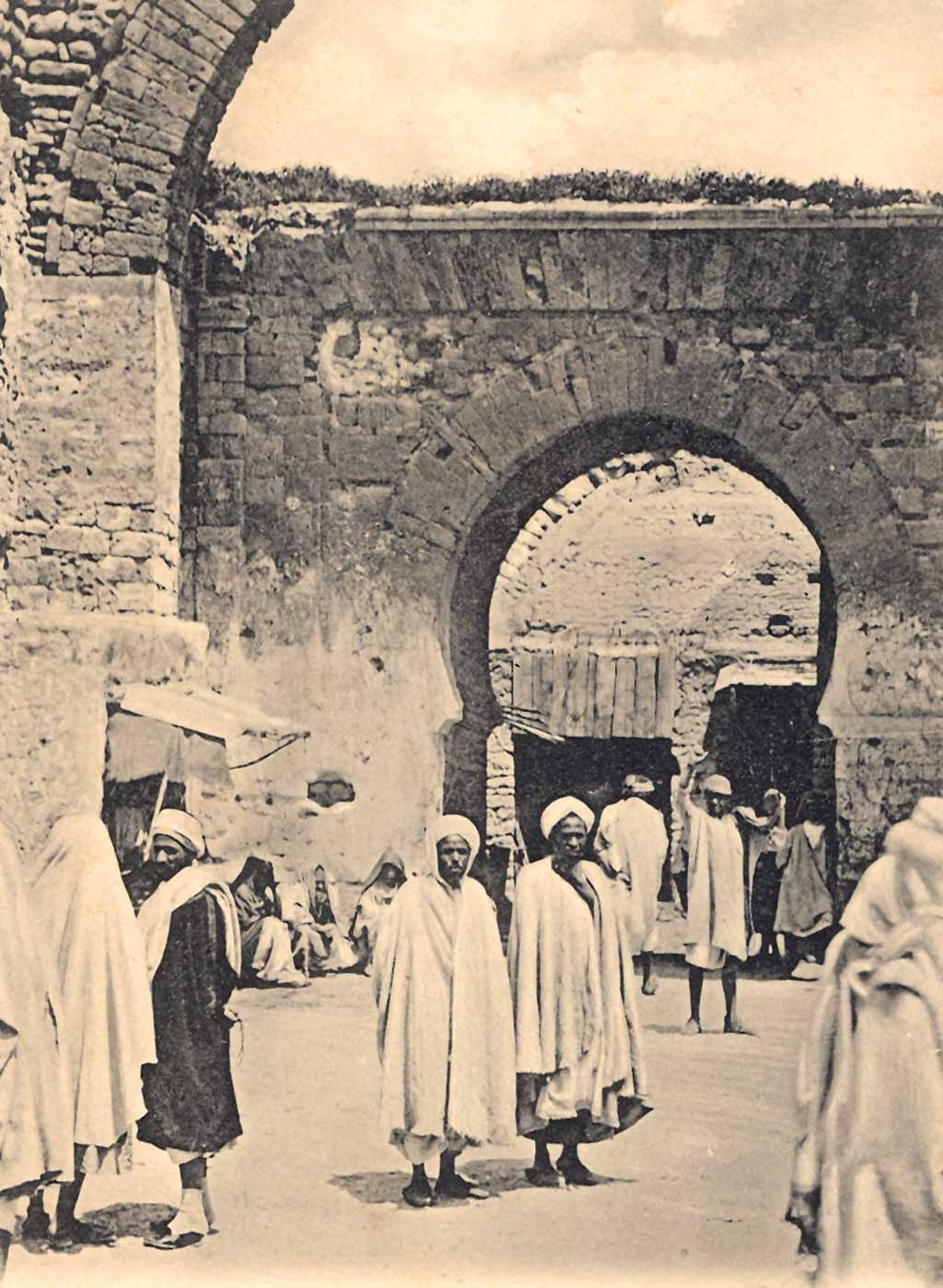
Bab Jedid (1890)
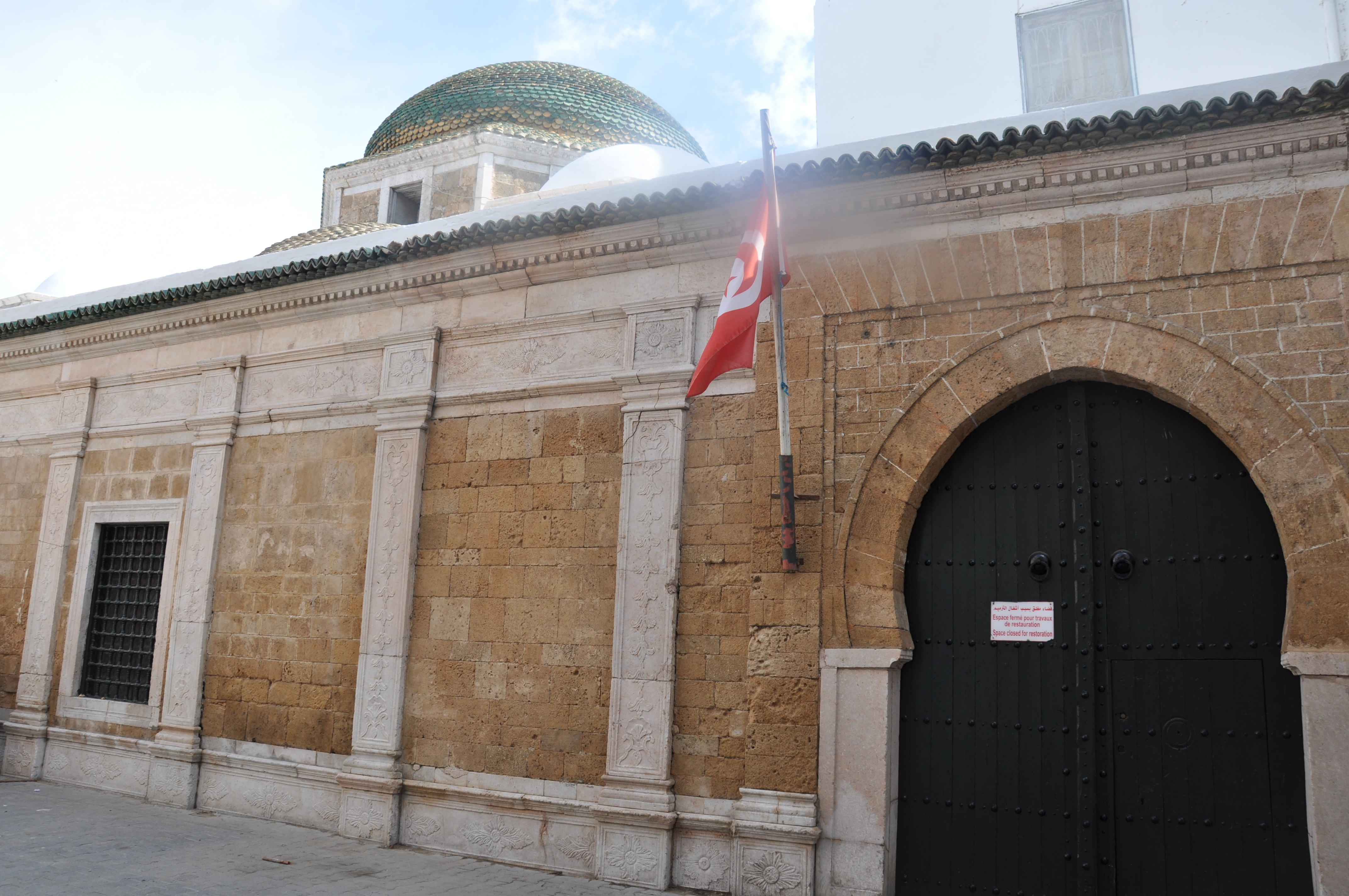
Das Mausoleum Tourbet el Bey

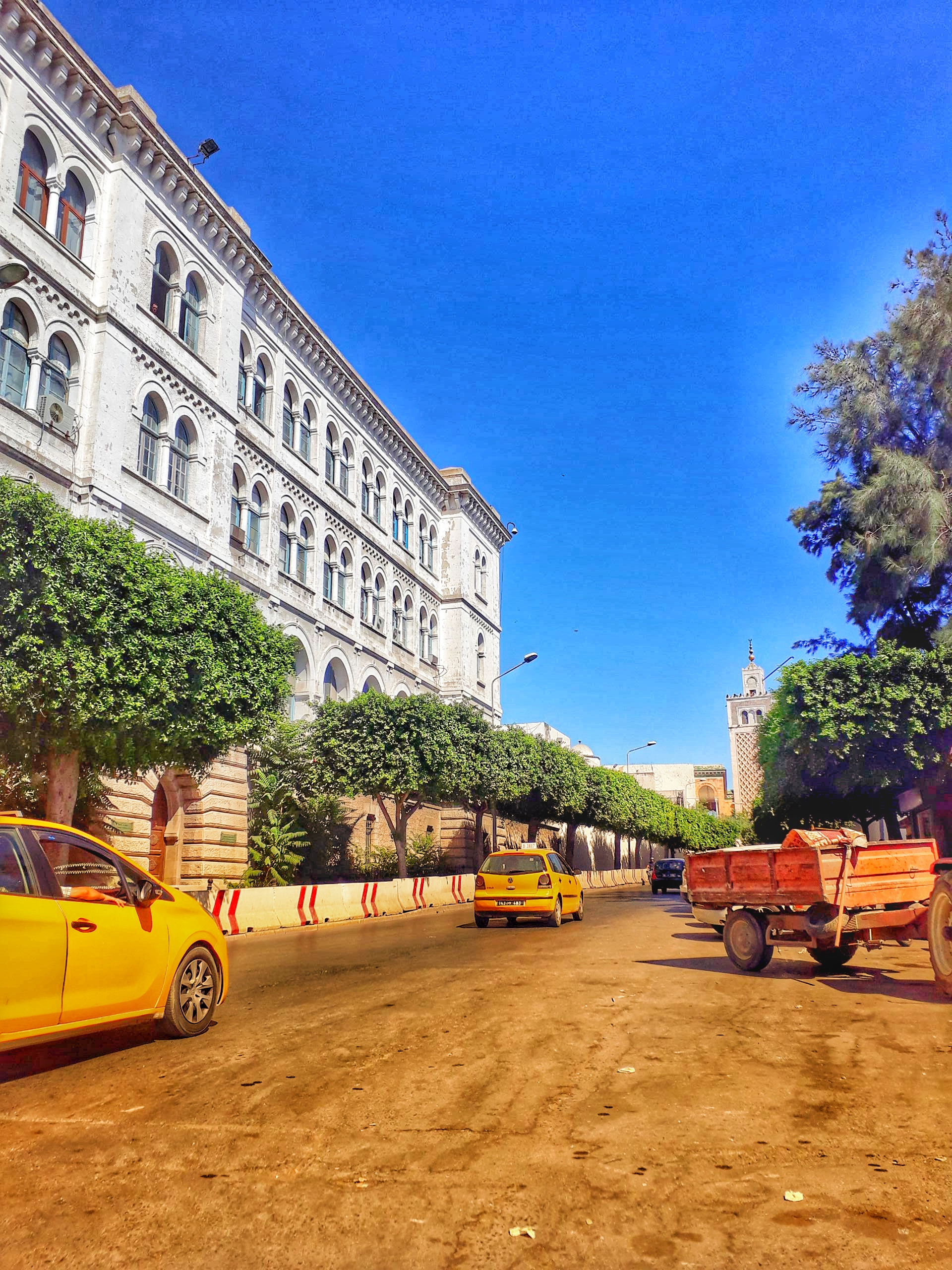
Kasbah, Beb Jedid
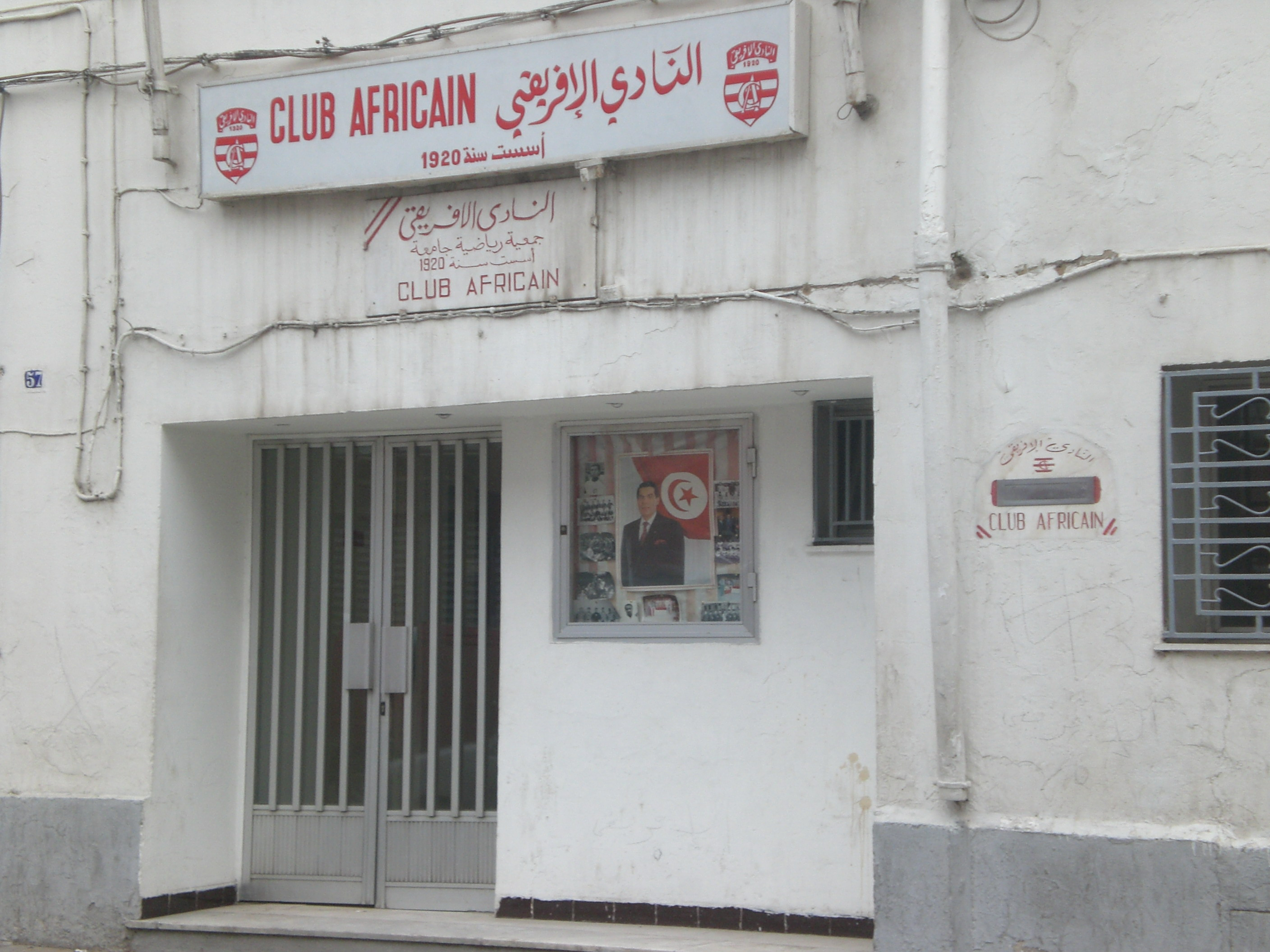
Historisches Vereinsgebäude des Club Africain (2009)
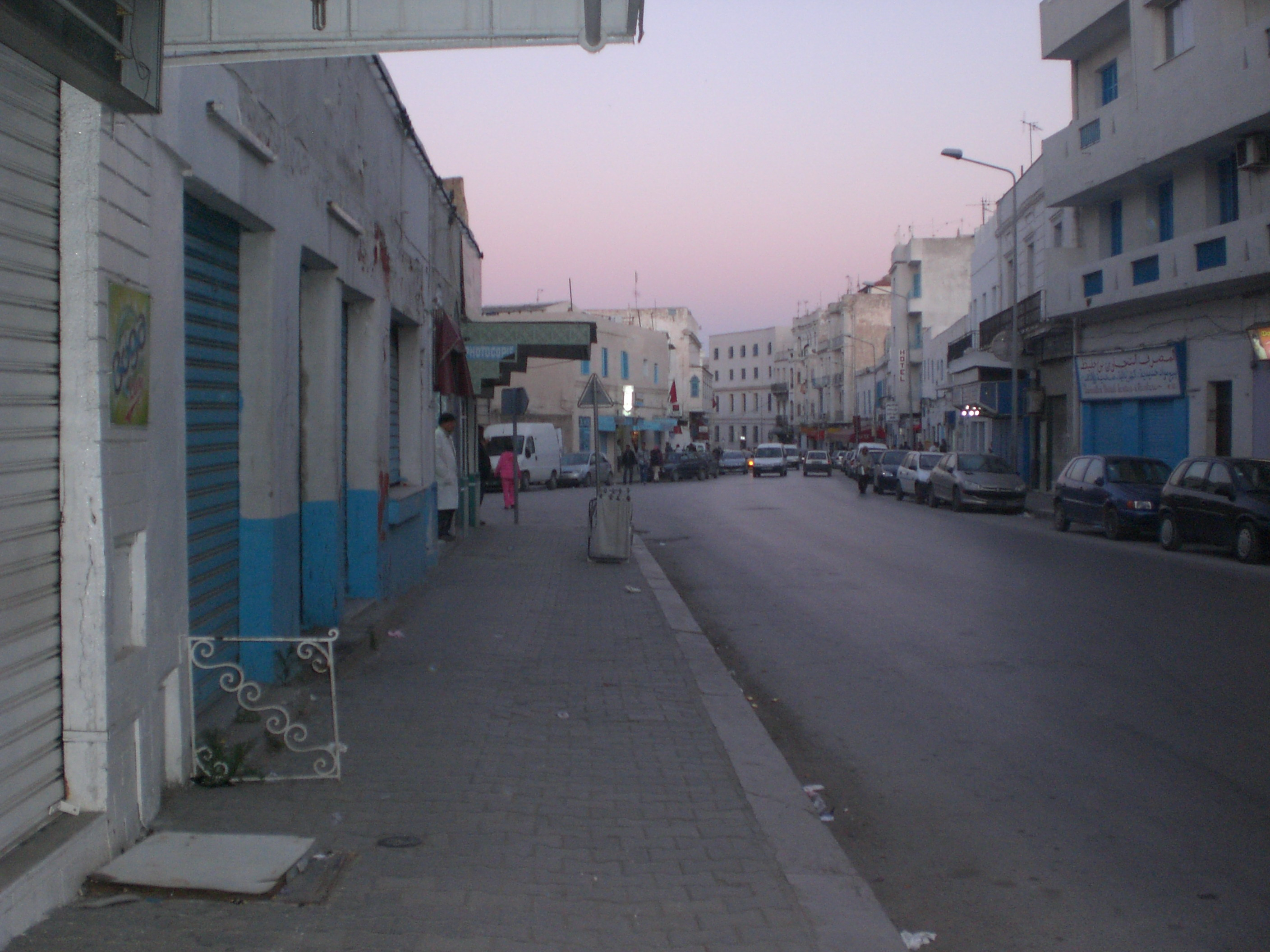
Avenue Bab Jedid

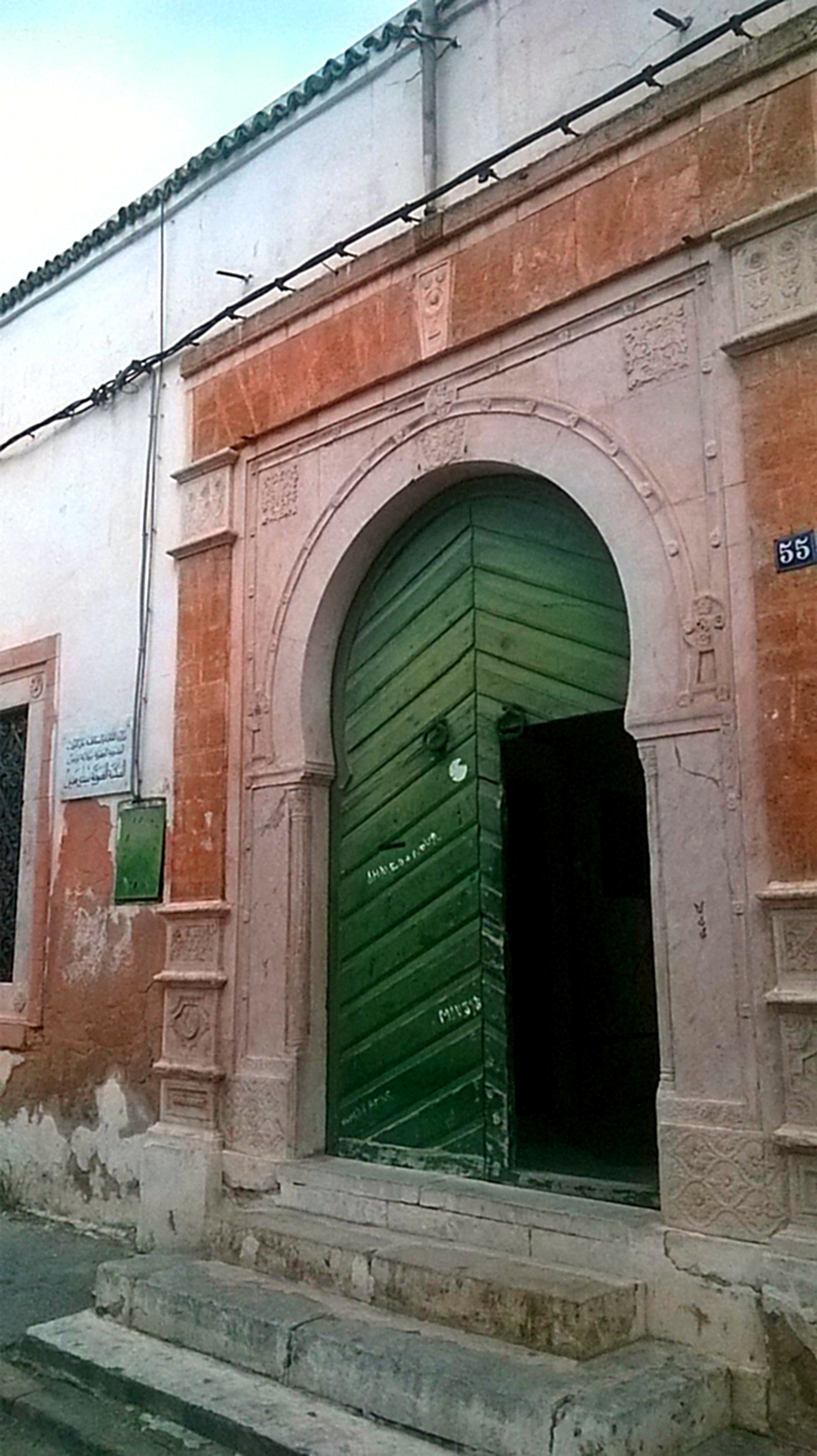
Eingang zur historischen Bibliothek Sidi Medien
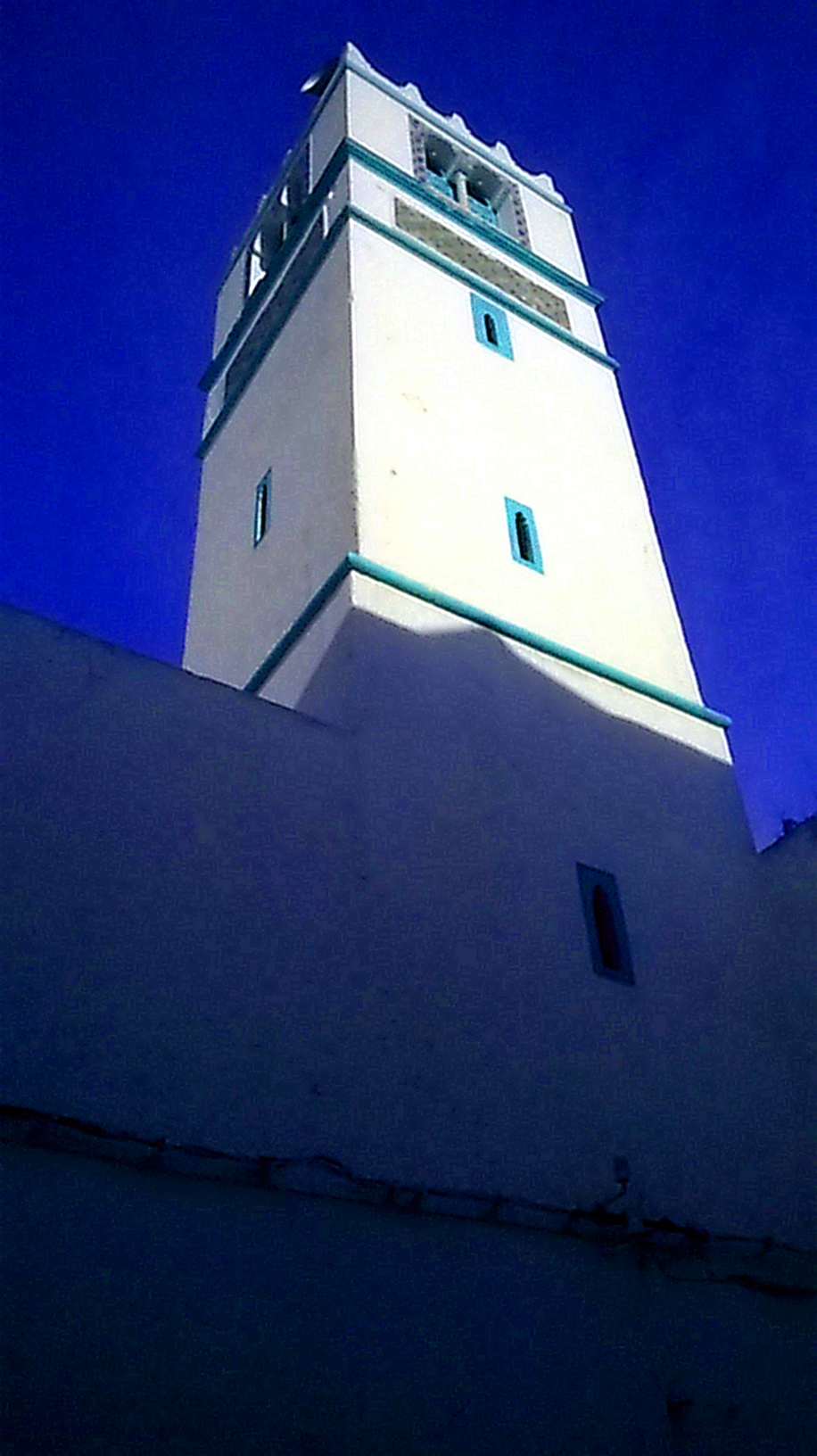
El Hadjamine Moschee